# 奥尔农 (伊泽尔省)
奥尔农（法語：Ornon，法語發音：[ɔʁnɔ̃]）是法国伊泽尔省的一个市镇，属于格勒诺布尔区。

## 地理
奥尔农（45°2'28"N, 5°58'40"E）面积11.6 平方千米，位于法国奥弗涅-罗讷-阿尔卑斯大区伊泽尔省，该省份为法国东南部内陆省份，北起顺时针与安省、萨瓦省、上阿尔卑斯省、德龙省、阿尔代什省、卢瓦尔省和罗讷省。
与奥尔农接壤的市镇（或旧市镇、城区）包括：乌勒、维拉尔雷蒙、瓦桑堡、拉瓦尔当斯、利韦和加韦、尚特佩里耶。

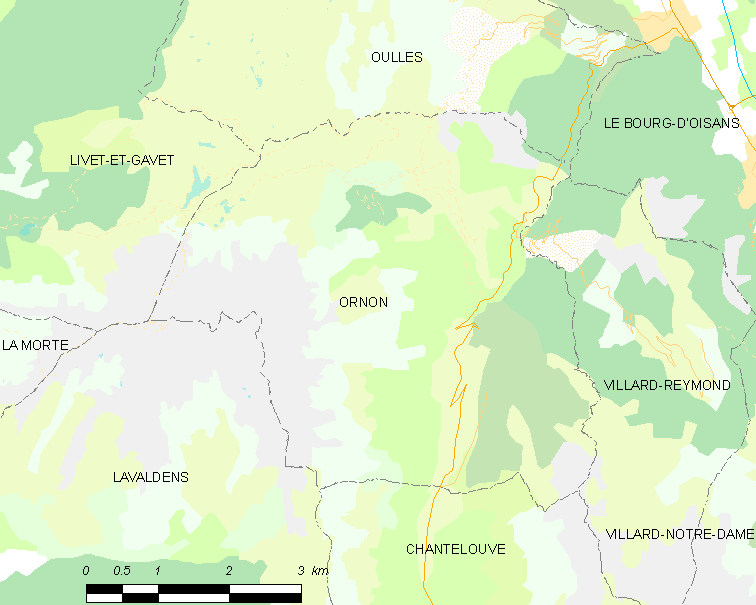
的OSM定位图

奥尔农的时区为UTC+01:00、UTC+02:00（夏令时）。

## 行政
奥尔农的邮政编码为38520，INSEE市镇编码为38285。

## 政治
奥尔农所属的省级选区为瓦桑-罗曼什县。

## 人口

1962-2008年间人口变化图示

奥尔农于2022年1月1日时的人口数量为151人。